# Alex Moffat
Alexander Everett Moffat (Chicago (Illinois), 25 maart 1982) is een Amerikaanse acteur en komiek. Hij was een castlid van Saturday Night Live van 2016 tot 2022. Hij begon als een featured speler in 2016 en werd een hoofdrolspeler in 2018.

## Vroege leven
Moffat is geboren en getogen in Chicago, Illinois, en studeerde in 2000 af aan de North Shore Country Day School. Daarna ging hij naar Denison University, waar hij afstudeerde in 2004.

## Carrière
Moffat begon zijn comedycarrière als een in Chicago gevestigde improvisator en trad op als performer bij The Second City, ImprovOlympic, Annoyance Theatre en Zanies Comedy Club . In 2015 speelde Moffat samen met John Ashton mee in het indiedrama Uncle John en in 2016 trad hij toe tot de cast van Saturday Night Live .

### Saturday Night Live
Moffat maakte zijn debuut op Saturday Night Live in de aflevering van 1 oktober 2016, gepresenteerd door Margot Robbie, samen met Mikey Day en Melissa Villaseñor . Moffat werd een lid van de repertoire cast in 2018, te beginnen met seizoen 44 . In de aflevering van 19 december 2020, gepresenteerd door Kristen Wiig, verscheen Moffat in de 'cold open' als president-elect Joe Biden en nam daarmee de rol over van Jim Carrey .

## Privé
Hij is getrouwd met Caroline Rau en hun eerste kind werd geboren in februari 2021.

## Filmografie
Film
| Jaar | Titel                     | Rol          | Opmerkingen                                                         |
| ---- | ------------------------- | ------------ | ------------------------------------------------------------------- |
| 2015 | Uncle John                | Ben          | genomineerd – Best Actor – Midwest Independent Film Festival (2015) |
| 2017 | Rachel                    | Ben          |                                                                     |
| 2018 | Ralph Breaks The Internet | Jimmy (stem) |                                                                     |
| 2019 | Someone Great             | Will         |                                                                     |
| 2020 | The Opening Act           | Chris Palmer |                                                                     |
| 2020 | Holidate                  | Peter        |                                                                     |
| TBA  | Dating in New York        | Trent        | Post-productie                                                      |

Televisie
| Jaar      | Titel                                             | Rol                    | Opmerkingen            |
| --------- | ------------------------------------------------- | ---------------------- | ---------------------- |
| 2016-2022 | Saturday Night Live                               | Diverse                | 93 afleveringen        |
| 2018      | Billions                                          | Anthony Radaelli       | Aflevering: "Kompenso" |
| 2020      | Heads Will Roll (Audible Original - Audio Comedy) | Odin                   | 10 afleveringen        |
| 2020      | F is for Family                                   | Sandy Calabasas (stem) | 3 afleveringen         |

- Museum of New Zealand Te Papa Tongarewa: 11694